# 方向导数
方向導數是分析学特别是多元微积分中的概念。一个标量场在某点沿着某个向量方向上的方向导数，描绘了该点附近标量场沿着该向量方向变动时的瞬时变化率。方向導數是偏导数的概念的推广，也是加托导数的一个特例。

## 定义
{\displaystyle f:U\mapsto \mathbb {R} }， 是从 {\displaystyle \mathbb {R} ^{n}}上某个开集 {\displaystyle U} 映射到实数 {\displaystyle \mathbb {R} } 的函数。給定 {\displaystyle U} 内某点 {\displaystyle \mathbf {x} =(x_{1},\ldots ,x_{n})}，以及任意非零向量 {\displaystyle \mathbf {v} =(v_{1},\ldots ,v_{n})}，定義一個依賴 {\displaystyle \mathbf {x} } 跟 {\displaystyle \mathbf {v} } 且從 {\displaystyle \mathbb {R} } 映射到 {\displaystyle \mathbb {R} }的函数：
{\displaystyle f_{\mathbf {v} }\;:\;\;t\;\mapsto \;f(\mathbf {x} +t\mathbf {v} )}
若 {\displaystyle f_{\mathbf {v} }} 对 {\displaystyle t} 的微分在 {\displaystyle t=0}处存在，那么可以定义{\displaystyle f} 在點 {\displaystyle \mathbf {x} } 沿向量 {\displaystyle \mathbf {v} } 的方向导数为：
{\displaystyle \nabla _{\mathbf {v} }{f}(\mathbf {x} )=\left.{\frac {\mathrm {d} f_{\mathbf {v} }}{\mathrm {d} t}}\right|_{t=0}=\lim _{t\rightarrow 0}{\frac {f(\mathbf {x} +t\mathbf {v} )-f(\mathbf {x} )}{t}}.}:35
有些书籍中会较为严格地定义方向导数为函数在某一点沿单位长度向量的方向导数，在这样的上下文中，“函数在某点沿向量{\displaystyle \mathbf {a} }方向上的导数”指的是函数在这一点沿着{\displaystyle \mathbf {a} }对应的单位向量{\displaystyle \mathbf {\hat {a}} ={\frac {\mathbf {a} }{\|\mathbf {a} \|}}}的方向导数。

## 性质
许多导数的常见性质都适用于方向导数。例如，对于任何在p的邻域内有定义且在点p可微的函数，都有： 
- 加法定则：{\displaystyle \nabla _{v}(f+g)=\nabla _{v}f+\nabla _{v}g}
- 常数因子法则：对于任何常数c，{\displaystyle \nabla _{v}(cf)=c\nabla _{v}f}
- 乘法定则（或莱布尼兹法则）：{\displaystyle \nabla _{v}(fg)=g\nabla _{v}f+f\nabla _{v}g}
- 复合函数求导法则：如果g在点p可微且h在g(p)可微，则

{\displaystyle \nabla _{v}(h\circ g)(p)=h'(g(p))\nabla _{v}g(p)}

如果函數{\displaystyle f}在點{\displaystyle \mathbf {x} }處可微，則沿著任意非零向量{\displaystyle \mathbf {v} }的方向導數都存在。則有：
{\displaystyle \nabla _{\mathbf {v} }{f}(\mathbf {x} )=\mathrm {D} f_{\mathbf {x} }(\mathbf {v} )=\mathbf {v} \cdot \nabla f(\mathbf {x} ),}
其中{\displaystyle \mathrm {D} f_{\mathbf {x} }} 是函数 {\displaystyle f} 在點 {\displaystyle \mathbf {x} } 的全微分，為一線性映射；{\displaystyle \nabla } 符號表示梯度算子，而“{\displaystyle \cdot }”表示 {\displaystyle \mathbb {R} ^{n}}中的内积。 (註：在這例子裡，如果線性映射 {\displaystyle \mathrm {D} f_{\mathbf {x} }} 用矩陣表示且選用自然基底的話，{\displaystyle \mathrm {D} f_{\mathbf {x} }=\nabla f({\mathbf {x} })} 為 1 ×n 的矩陣)。
如果函数在某一点可微，则其在这一点上沿任何向量的方向导数都存在。但反之则不然。即便一个函数在某一点上沿任何向量的方向导数都存在，它也有可能在这一点上不可微，甚至不连续。

### 最大方向导数
如果一个标量场在某点沿任意方向的方向导数都存在，则其中必有最大的一个。由柯西不等式可知，方向导数的最大值等于其梯度的范数，当且仅当沿着其梯度的方向时取到。这也说明标量场某点梯度的方向是函数瞬时变化率最大的方向:36。

## 在微分几何中
设 {\displaystyle M} 是一个可微流形，{\displaystyle x} 是 {\displaystyle M} 上的一个点。假设 {\displaystyle f} 是在 {\displaystyle P} 的邻域内有定义且在点 {\displaystyle x} 可微的函数。如果 {\displaystyle v} 是 {\displaystyle M} 在点 {\displaystyle x} 的一个切向量，则 {\displaystyle f} 沿着 {\displaystyle v} 方向的方向导数可以定义如下。设 {\displaystyle \gamma :[-1,1]\to M} 是一个可微曲线，{\displaystyle \gamma (0)=x}，且 {\displaystyle \gamma '(0)=v}。则方向导数定义为：
{\displaystyle \nabla _{v}f(x)=\left.{\frac {d}{d\tau }}f\circ \gamma (\tau )\right|_{\tau =0}}

## 法向导数
法向导数（normal derivative）是在空间裡沿着某個曲面的法线方向（也就是垂直該曲面）的方向导数，或者更一般來說，是沿着某个超曲面的法向量的方向导数。参见诺伊曼边界条件。如果法线方向记为 {\displaystyle {\vec {n}}}，则函数 {\displaystyle f} 的法向导数有时记为 {\displaystyle {\frac {\partial f}{\partial n}}}。